# 第35諸兵科連合軍 (ロシア陸軍)
第35諸兵科連合軍（だい35しょへいかれんごうぐん、ロシア語: 35-я общевойсковая армия）は、ロシア陸軍の軍。東部軍管区隷下。
ソビエト連邦による満洲侵攻、ブチャの戦いに参加した。

## 概要

### 第二次世界大戦
1941年7月22日、第二次世界大戦の影響に伴い、赤軍第18狙撃軍団を基幹に第35軍としてロシア・ソビエト連邦社会主義共和国で創設された。
1945年8月、満洲で降伏した日本軍の武装解除に参加し、戦争犯罪の可能性も指摘されたが戦後に解隊された。

### 冷戦期
1969年6月25日、ソ連地上軍第29軍団を基幹に第35諸兵科連合軍としてアムール州で再編された。 
1992年5月、ソビエト連邦の崩壊とロシアの独立で創設されたロシア陸軍に編入した。

### ロシアのウクライナ侵攻

#### 北部・キーウ戦線
2022年2月24日、ロシアのウクライナ侵攻でベラルーシに配備され、第5諸兵科連合軍、第29諸兵科連合軍、第36諸兵科連合軍と共にキーウ方面で攻勢を開始し、北部キーウ州チェルノブイリ、イヴァンキウ、ブチャ、イルピンを占領したが、第38独立親衛自動車化狙撃旅団が大損害を受けて撃退された。ブチャでは第64独立自動車化狙撃旅団が戦争犯罪の可能性も指摘された。

#### 北東部・イジューム戦線
2022年4月、北東部ハルキウ州イジューム地区に再配置され、友軍の救援で攻勢を開始したが、5月に第64独立親衛自動車化狙撃旅団が全滅したとドイツ在住ロシア人のセルゲイ・サムレニー記者が報告した。6月にはロシアの軍事ブロガー兼ルガンスク人民共和国兵士のアンドレイ・モロゾフが損害で兵士が100人未満となり、第35諸兵科連合軍が全滅したと報告した。

#### 南部・ザポリージャ戦線
2023年6月、再編されて南部ザポリージャ州ポロヒー地区に再配置されたが、ウクライナ軍のミサイル攻撃でベルジャーンシクの野戦司令部が破壊され、セルゲイ・ゴリャチェフ参謀長が戦死して死傷者20人の損害を受けた。第58諸兵科連合軍の救援でオリヒウ方面を防御したが、8月に第47独立機械化旅団の攻勢で第1防衛線のロボティネを解放された。2024年にはフリャイポレ方面に展開していた。

#### ロシア・クルスク戦線
2024年8月、第38旅団、第64旅団がロシア・クルスク州に再配置され、友軍の救援でスジャ方面に展開した。11月には第69旅団も再配置され、スジャ方面に展開した。

## 編制
- 第54司令部旅団（ロシア語版）（ベロゴルスク）
- 第38独立親衛自動車化狙撃旅団（エカテリノスラフカ）
- 第64独立親衛自動車化狙撃旅団（クニャゼ＝ヴォルコンスコエ）
- 第69独立援護旅団（バブストヴォ）
- 第165親衛砲兵旅団（ロシア語版）
- 第107親衛ミサイル旅団（ロシア語版、英語版）（ビロビジャン）
- 第71親衛高射ミサイル旅団（ロシア語版）
- 第35NBC防護連隊
- 第318独立通信連隊
- 第82独立整備大隊
- 第4729防空ミサイル基地
- 第643防空指揮所
- 第714指揮情報センター
- 第63スペツナズ中隊

## 出身者
- オレグ・サリュコフ